# 醫經
醫經，有兩種意義，一是指方技分家體系其中一派，又泛指中國古代書籍分類系統中的中醫學理論著作。
《漢書·藝文志》裏對於醫學書目（方技略）分有「醫經」、「經方」、「神仙」、「房中」四家體系。醫經家主要研究和闡發中醫學原理，范行準：「所謂醫經，敘醫學原理之書也」。其對人體生理，疾病的生成、轉歸與預後，藥物的四氣五味等作出解釋，並以此爲理論依據進行診斷及治療。後世醫經一統，成爲中醫學的顯學。
《漢書·藝文志》中載醫經包括：《黃帝內經》十八卷、《黃帝外經》三十七卷、《扁鵲內經》九卷、《扁鵲外經》十二卷、《白氏內經》三十八卷、《白氏外經》三十六卷、《旁篇》二十五卷，共七家醫經著作，二百一十六卷。現在除了《黃帝內經》，其他都已經亡佚。現在以《黃帝內經》《難經》《神農本草經》《傷寒雜病論》《金匱要略》《脈經》七部爲醫經。歷來，中醫學中簡稱爲《經》的，一般特指《黃帝內經》。